# خورشیدهای سه‌گانه
خورشیدهای سه گانه نام سریالی در مورد سرگذشت سه شاعر نامی ایران خواجوی، سعدی و حافظ است و هم‌اکنون در حال فیلم‌برداری است. ساخت آن از ۶ اسفند ۱۳۹۶ آغاز شده‌است، این سریال ۹۰ قسمتی با هدف معرفی سابقه تمدنی در مدت ۵ تا ۷ سال ساخته می‌شود.